# Dioncophyllum tholloni
Dioncophyllum es un género monotípico con una única especie: Dioncophyllum tholloni, es una liana perteneciente a la familia Dioncophyllaceae. 

## Descripción
Es una liana que alcanza una longitud de treinta a cuarenta metros.  Sus hojas son lanceoladas y glabras, enteras y brillantes, la nervadura central de la lámina de la hoja está dividida en dos  ganchos por el envés, los cuales le sirven como ayuda para escalar.

## Distribución
Esta planta se encuentra en los bosques del oeste de África, se ha encontrado en Gabón y la República Democrática del Congo donde requieren las lianas el calor y la alta humedad tropical. 

## Taxonomía
Esta especie fue descrita en 1890 por Henri Ernest Baillon y publicado en Bulletin Mensuel de la Société Linnéenne de Paris 2: 870. 1890.